# Triunfo de la Castidad (Lotto)
El Triunfo de la Castidad es una pintura al óleo sobre lienzo de 73 x 114 cm de Lorenzo Lotto, datada hacia 1530 y conservada en la colección Rospigliosi Pallavicini de Roma. Está firmada en la esquina inferior derecha "Laurentius Lotus".

## Descripción y estilo
La obra es un ejemplo de la predilección de Lotto por las alegorías "parlantes" ricas en objetos simbólicos y alusivos, a veces de significado recóndito o enigmático. En un encuadre cercano, sobre un prado florido en penumbra una mujer vestida, la Castidad, expulsa a Venus y Cupido. La protagonista tiene sobre el cuello un pequeño armiño, símbolo de pureza, y sostiene en la mano el arco roto que le acaba de arrebatar a Eros. 
Venus, extraída de un sarcófago hoy en los Museos Vaticanos, desnuda y coronada por el lucero del alba, porta al hombro los símbolos de la vanidad (ungüentos, perfumes, peine, espejo...), y tiene un brazalete con una concha colgando, su símbolo. Cerca vuela una paloma, en sombra, así pues una falsa emanación divina, mientras Cupido suelta la antorcha de la pasión, que solo hace humo, otro símbolo de la falsa divinidad.
El estilo de la obra combina partes bien iluminadas y definidas con otras de pincelada más veloz y sumaria. La luz tenue y la rapidez del toque pictórico en algunos detalles permiten datar la obra en la estancia veneciana del artista.